# Diascia

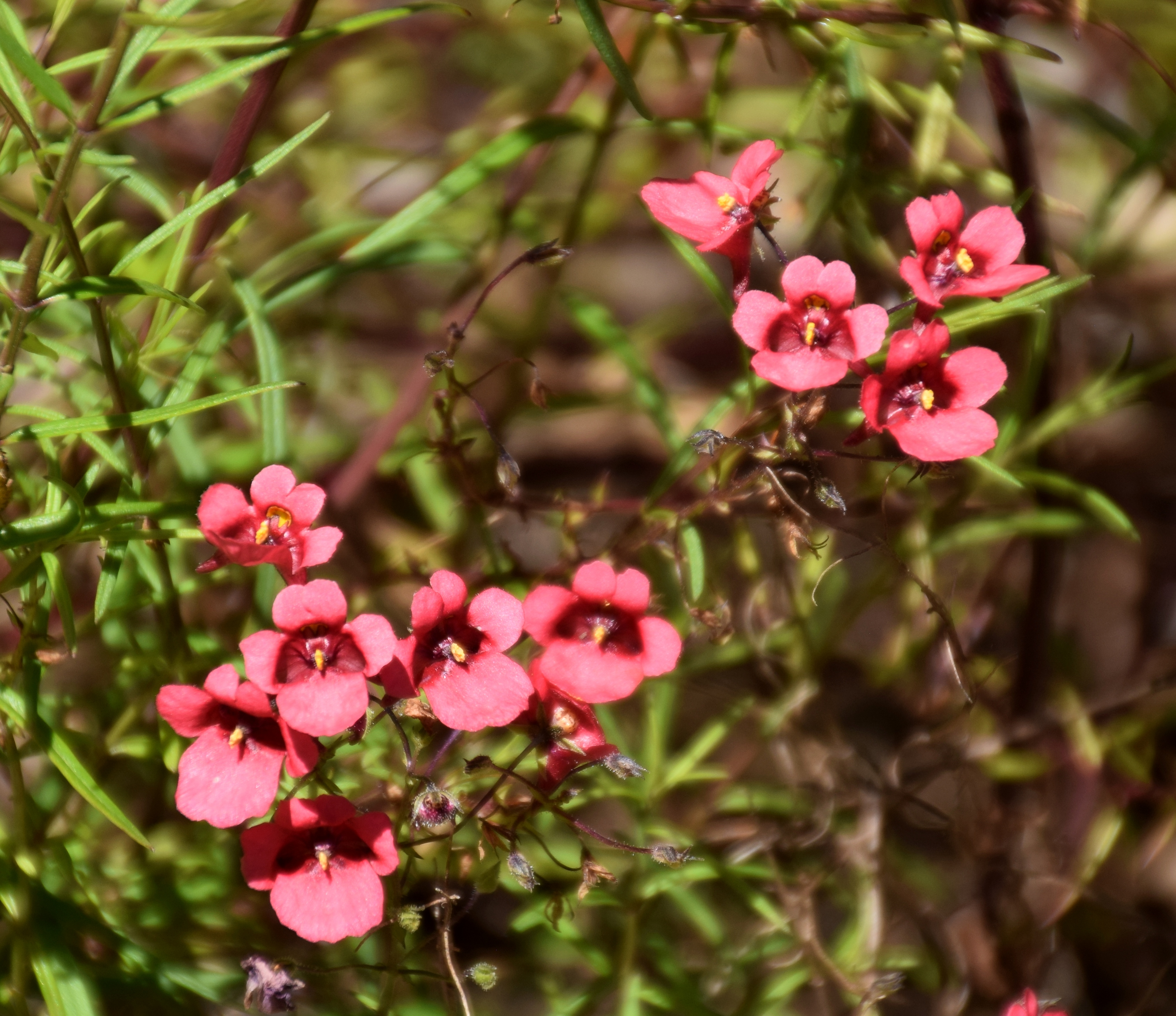
Diascia patens

Diascia (Diascia) – rodzaj roślin z rodziny trędownikowatych. Obejmuje ok. 50–67 gatunków. Występują one w południowej Afryce, gdzie rosną w miejscach wilgotnych – nad strumieniami i na źródliskach oraz w miejscach piaszczystych mokrych w okresie zimowym. Kilka gatunków (zwłaszcza diascia Barbery D. barbarae) i mieszańców międzygatunkowych uprawianych jest jako rośliny ozdobne, przy czym walorem tych roślin jest ich długotrwałe kwitnienie.

## Morfologia

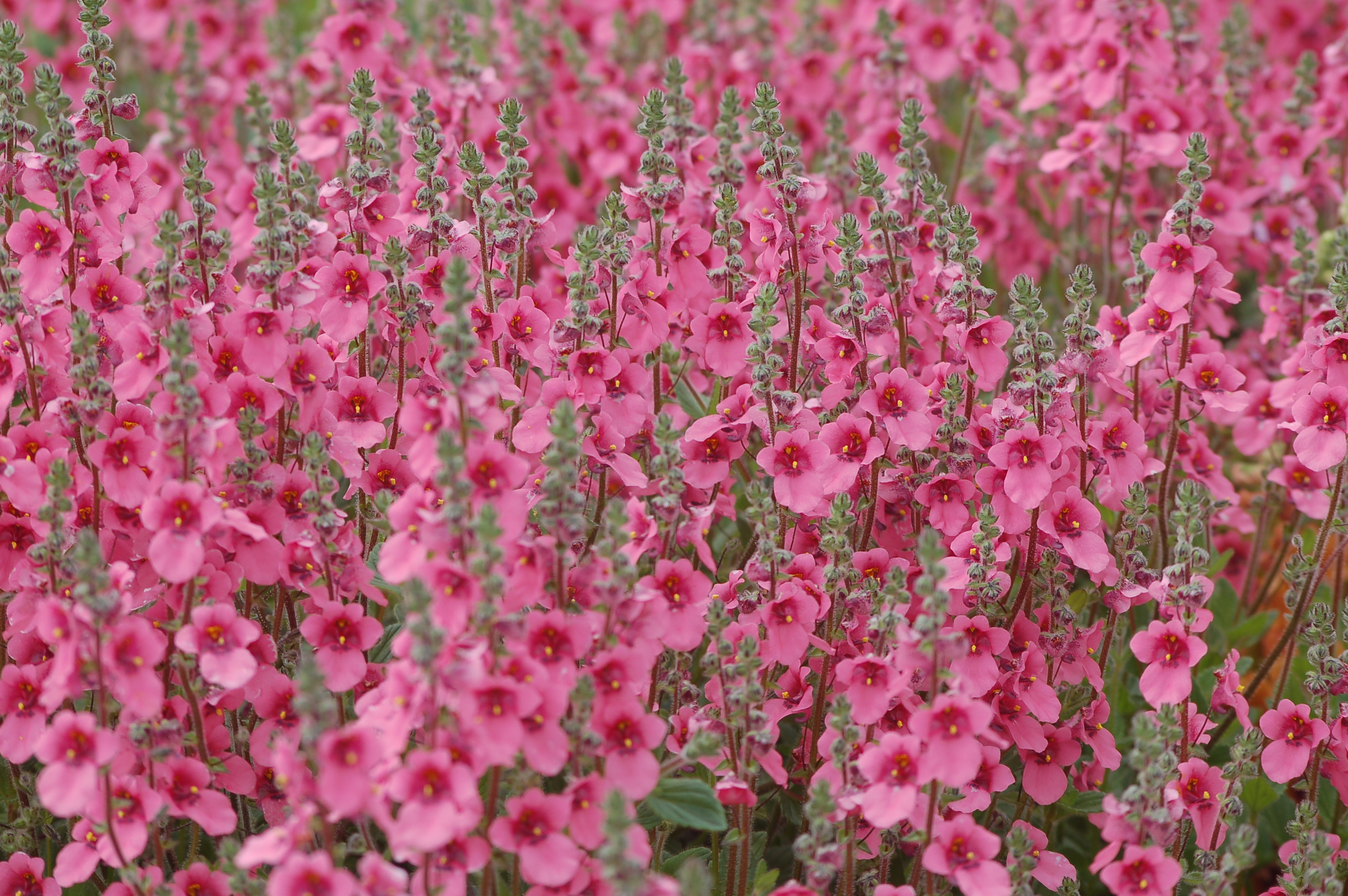
Diascia fetcaniensis

PokrójByliny i jednoroczne osiągające zwykle do 30 cm wysokości.
LiścieNaprzeciwległe, pojedyncze, całobrzegie lub ząbkowane.
KwiatyWyrastają w szczytowych, wąskich gronach. Działek kielicha jest pięć i zrośnięte są tylko u nasady. Płatki korony zrośnięte są u nasady w krótką rurkę. Trzy płatki tworzą dolną wargę, przy czym u nasady dwóch bocznych płatków znajdują się krótkie, ciemne ostrogi. Dwa płatki tworzą górną wargę, przy czym między nimi znajduje się przejrzyste, żółtawe okienko. Płatki mają barwę różową, różowopomarańczową, czerwoną lub fioletową, rzadko białą. Pręciki są cztery, w dwóch parach, przy czym czasem jedna para jest płonna. Pyłek nierzadko jest barwy zielonej. Zalążnia górna, dwukomorowa, z dwoma lub większą liczbą zalążków i pojedynczą szyjką słupka zakończoną krótkim znamieniem.
OwoceTorebki otwierające się dwoma klapami, zawierające nasiona wygięte, oskrzydlone lub pomarszczone.

## Systematyka
Jeden z rodzajów z rodziny trędownikowatych Scrophulariaceae w jej wąskim ujęciu.
Wykaz gatunków
- Diascia aliciae Hiern
- Diascia alonsooides Benth.
- Diascia anastrepta Hilliard & B.L.Burtt
- Diascia appendiculata K.E.Steiner
- Diascia ausana Dinter
- Diascia austromontana K.E.Steiner
- Diascia barberae Hook.f. – diascia Barbery
- Diascia batteniana K.E.Steiner
- Diascia bergiana Link & Otto
- Diascia bicolor K.E.Steiner
- Diascia capensis (L.) Britten
- Diascia capsularis Benth.
- Diascia cardiosepala Hiern
- Diascia collina K.E.Steiner
- Diascia cordata N.E.Br.
- Diascia cuneata E.Mey. ex Benth.
- Diascia decipiens K.E.Steiner
- Diascia dielsiana Schltr. ex Hiern
- Diascia diffusa Benth.
- Diascia dissecta Hiern
- Diascia dissimulans Hilliard & B.L.Burtt
- Diascia ellaphieae K.E.Steiner
- Diascia elongata Benth.
- Diascia engleri Diels
- Diascia esterhuyseniae K.E.Steiner
- Diascia fetcaniensis Hilliard & B.L.Burtt
- Diascia fragrans K.E.Steiner
- Diascia glandulosa E.Phillips
- Diascia gracilis Schltr.
- Diascia heterandra Benth.
- Diascia hexensis K.E.Steiner
- Diascia humilis K.E.Steiner
- Diascia insignis K.E.Steiner
- Diascia integerrima E.Mey. ex Benth.
- Diascia lewisiae K.E.Steiner
- Diascia lilacina Hilliard & B.L.Burtt
- Diascia longicornis (Thunb.) Druce
- Diascia macrophylla (Thunb.) Spreng.
- Diascia maculata K.E.Steiner
- Diascia megathura Hilliard & B.L.Burtt
- Diascia minutiflora Hiern
- Diascia mollis Hilliard & B.L.Burtt
- Diascia namaquensis Hiern
- Diascia nana Diels
- Diascia nodosa K.E.Steiner
- Diascia nutans Diels
- Diascia pachyceras E.Mey. ex Benth.
- Diascia parviflora Benth.
- Diascia patens (Thunb.) Grant ex Fourc.
- Diascia pentheri Schltr.
- Diascia personata Hilliard & B.L.Burtt
- Diascia purpurea N.E.Br.
- Diascia pusilla K.E.Steiner
- Diascia racemulosa Benth.
- Diascia ramosa Scott-Elliot
- Diascia rigescens E.Mey. ex Benth.
- Diascia rudolphii Hiern
- Diascia runcinata E.Mey. ex Benth.
- Diascia sacculata Benth.
- Diascia scullyi Hiern
- Diascia stachyoides Schltr. ex Hiern
- Diascia stricta Hilliard & B.L.Burtt
- Diascia tanyceras E.Mey. ex Benth.
- Diascia tugelensis Hilliard & B.L.Burtt
- Diascia unilabiata (Thunb.) Benth.
- Diascia veronicoides Schltr.
- Diascia vigilis Hilliard & B.L.Burtt